# IC 2
IC 2 je spiralna galaktika u zviježđu Kitu. 

## Vanjske poveznice
- (engl.) SEDS: IC 2
- (engl.) Hartmut Frommert: Katalog SEDS
- (engl.) Izvangalaktička baza podataka NASA-e i IPAC-a
- (engl.) Astronomska baza podataka SIMBAD
- (engl.) VizieR
- THE NGC/IC Project DSS-ova slika
- (engl.) Auke Slotegraaf: Deep Sky Observer's Companion
- (engl.) DSO-tražilica  Arhivirana inačica izvorne stranice od 19. veljače 2021. (Wayback Machine)
- (engl.) Courtney Seligman: Objekti Indeksnog kataloga